# Narciso Mendoza, Morelos
Narciso Mendoza är en ort i Mexiko.   Den ligger i kommunen Cuautla och delstaten Morelos, i den sydöstra delen av landet, 60 km söder om huvudstaden Mexico City. Narciso Mendoza ligger 1 352 meter över havet och antalet invånare är 1 612.
Terrängen runt Narciso Mendoza är kuperad norrut, men söderut är den platt. Runt Narciso Mendoza är det mycket tätbefolkat, med 1 056 invånare per kvadratkilometer. Närmaste större samhälle är Cuautla Morelos, 7,9 km sydost om Narciso Mendoza. Omgivningarna runt Narciso Mendoza är en mosaik av jordbruksmark och naturlig växtlighet.